# Incendios en el delta del río Paraná de 2008
Los incendios en el Delta del Río Paraná de 2008 fueron una serie de focos de incendios intencionales sobre las islas del Delta del Paraná, que comenzaron a principios de abril de 2008 y finalizaron a finales de ese mismo mes. Llegaron a existir 570 focos de incendios. El objetivo de los incendios era quemar los humedales para reconvertirlos a la actividad ganadera. Sin embargo, la escasez de lluvias durante esa época, sumado a un fenómeno de sequía y un mal manejo del fuego, tornaron incontrolables los incendios, afectando a más de 70.000 ha. 
El humo generado por los incendios produjo la contaminación atmosférica más grave de la historia argentina registrada hasta ese momento. La nube de humo afectó a la región nornordeste de la provincia de Buenos Aires, a la Ciudad de Buenos Aires, sur de Entre Ríos y sursureste de Santa Fe. También llegó a Montevideo y a toda la costa sur de la República Oriental del Uruguay. Además, como consecuencia de la baja visibilidad producida por el humo se registraron varios siniestros viales, donde fallecieron al menos diez personas.
El Defensor del Pueblo de la Nación en ese entonces, Eduardo Mondino, presentó una denuncia contra las autoridades nacionales, provinciales y municipales para investigar su rol en la prevención de los siniestros viales. A raíz de esa denuncia, se generó otra denuncia contra un grupo de productores agropecuarios que fueron señalados como los responsables de dar inicio al fuego, pero todos fueron excarcelados.
En 2020 se produjo una nueva ola de incendios en el delta del río Paraná.

## Inicio de los incendios
Los mismos habrían empezado la primera semana de abril de 2008. El Instituto Nacional de Tecnología Agropecuaria llegó a contabilizar 570 focos de incendio en el área afectada de más 70 mil ha.
El Gobierno Nacional acusó a los mismos dueños de los campos de iniciar el fuego para ahorrar en el corte de malezas, atentando contra la seguridad vial y de afectar el ambiente. La denuncia se encuentra en la Unidad Fiscal de Investigaciones Medioambientales del departamento judicial de Zárate - Campana. Sin embargo, todo esto se produjo durante un período del año en el que históricamente nunca se han quemado pastizales con dicho objetivo, ya que esta actividad se realiza antes de la primavera, y no antes del invierno, lo que produce la pérdida total de las pastos.

## Impactos

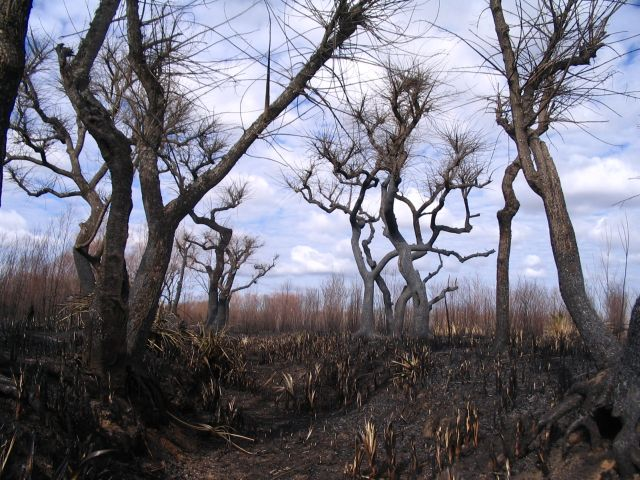

### Políticos
El gobierno nacional acusó a los sectores agropecuarios con los que mantuvo discusiones a raíz del paro patronal de provocar intencionalmente los fuegos para reducir costos en el mantenimiento de sus campos.
A su vez el gobierno de la ciudad de Buenos Aires envió un grupo de ayuda a la zona incendiada, compuesto por médicos y especialistas en el manejo de fuego.

### Impactos ambientales
Los niveles de monóxido de carbono y partículas sólidas en suspensión registrados durante la duración de la nube de humo fueron los mayores vistos en la zona del Río de la Plata a pesar de ser un sector de contaminación frecuente a causa de las industrias y el transporte automotor. En la ciudad de Buenos Aires las mediciones de monóxido de carbono del día 17 de abril arrojaron la cifra de 17 partes por millón, por debajo del máximo tolerable sin caer en intoxicación determinado en 35 partes por millón. En un día típico en Buenos Aires las mediciones dan unas 2 ppm.

### Impactos sobre las personas
El humo producido por los incendios causó irritación en nariz, garganta, pulmones y ojos, problemas respiratorios y otras molestias más complejas como el edema de párpado y con queratitis, especialmente a los bonaerenses y porteños.

### Aspectos meteorológicos

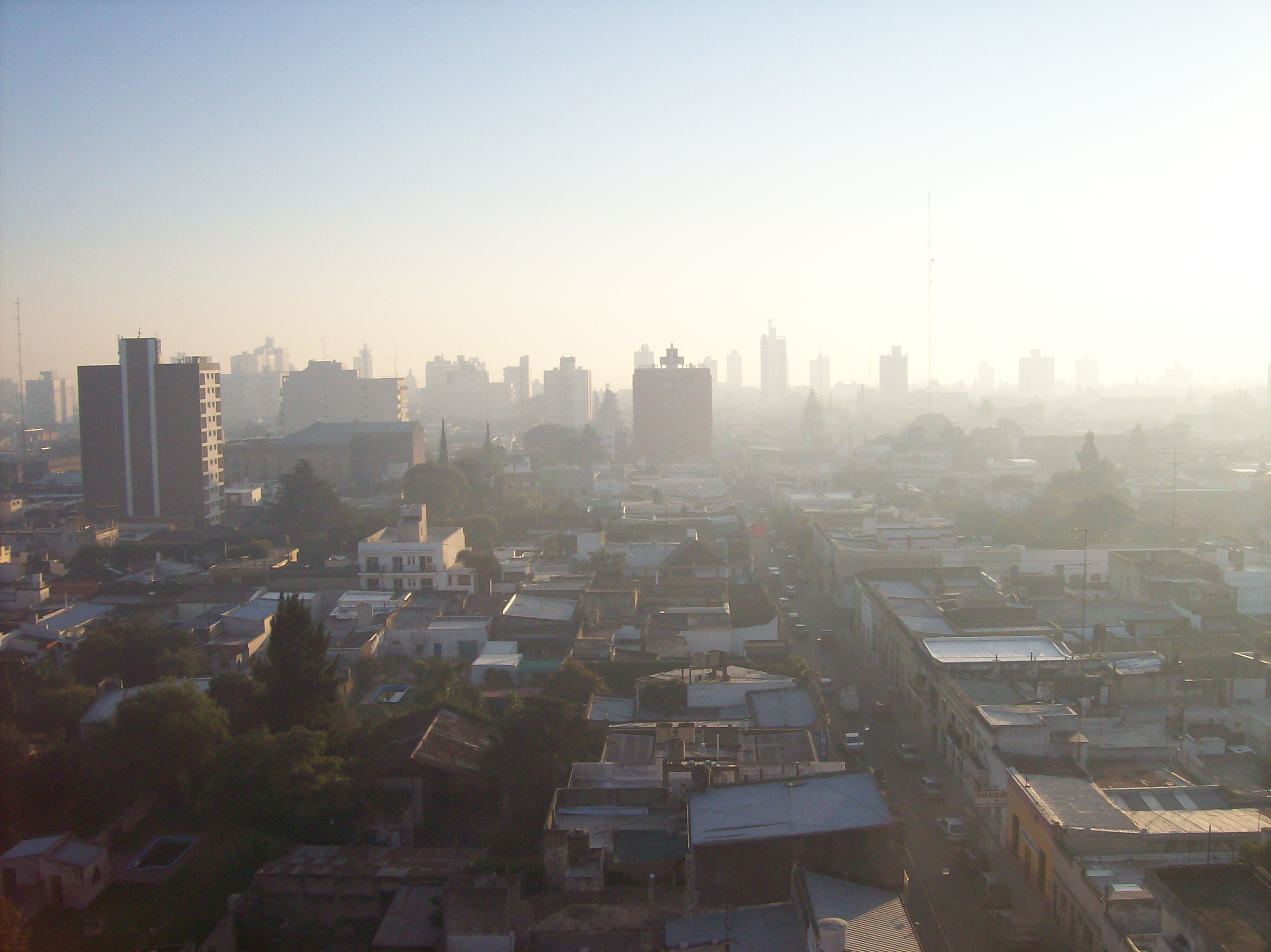
Nube de humo en la ciudad de San Nicolás de los Arroyos.

El Servicio Meteorológico Nacional de Argentina ha lanzado numerosos alertas meteorológicos por reducción de visibilidad por presencia de humo para las provincias de Buenos Aires, Entre Ríos, Santa Fe y la Ciudad de Buenos Aires. El organismo se basa en estos pronósticos, a través de las imágenes satelitales disponibles, donde se observan focos de incendios en el sur de Entre Ríos y en las islas del Delta del Paraná. La presencia de humo en el ambiente se ha informado en las estaciones meteorológicas de la Ciudad de Buenos Aires, Ezeiza, San Fernando, El Palomar, Morón, San Miguel, Punta Indio, Junín, Rosario, Dolores, La Plata, Reconquista, Santa Fe, Corrientes, Resistencia, Paraná y Gualeguaychú. Durante las últimas horas del día 18 de abril vecinos de las localidades de Ezeiza y Pilar denunciaron caída de cenizas, que complicaron aún más la delicada situación del aire en la zona norte y oeste del Gran Buenos Aires.
Así mismo la Dirección Nacional de Meteorología del Uruguay ha informado reducción de visibilidad por presencia de humo en las ciudades de Montevideo, Colonia del Sacramento, Punta del Este, Durazno, Melo y Florida.

### Emergencia vial
El día 18 de abril de 2008, Florencio Randazzo, Ministro del Interior de la Nación, declaró la emergencia vial en las arterias aledañas a los incendios para garantizar así la seguridad.
Las rutas RN 8, RN 9, RN 12, RN 14, RN 192, RN 205, el Camino del Buen Ayre, la Autopista Buenos Aires - La Plata, la Autopista del Oeste y la Autopista Ricchieri fueron las arterias más afectadas, muchas de ellas cortadas al tránsito por momentos. Además la Terminal de Ómnibus de Retiro de la Ciudad de Buenos Aires sufrió el cierre total de operaciones para la salida de micros de media y larga distancia. En tanto, el Aeroparque Jorge Newbery, sólo efectuaba aterrizajes, cancelándose todos sus despegues.

## Consecuencias

### Denuncia del Defensor del Pueblo de la Nación
El 9 de abril se produce el primer siniestro vial como consecuencia de la baja visibilidad por el humo, donde fallecieron cuatro personas. A raíz del hecho, Eduardo Mondino, por entonces Defensor del Pueblo de la Nación, decidió presentar una denuncia en el juzgado de San Nicolás, indagando qué medidas habían adoptado los organismos responsables de controlar la seguridad vial para evitar los siniestros. 
A raíz de la denuncia, el Área de Medio Ambiente y Desarrollo Sustentable comenzó a investigar en forma inmediata la causa del humo en las rutas y con ello se amplió la denuncia penal anterior. Luego de esto, el Defensor del Pueblo de Santa Fe radica la denuncia que da origen a la actuación N.º 2136/08. 
Como resultado de las acciones iniciadas por ambos defensores, se genera una investigación que reunió a diferentes expertos y solicitó informes a diferentes autoridades con competencia directa e indirecta que permitieran dilucidar las causas e impactos de los incendios. Las instituciones consultadas incluyeron a la Secretaría de Ambiente y Desarrollo Sustentable; al Instituto Nacional de Tecnología Agropecuaria (INTA), a la Subsecretaria de Seguridad Ciudadana de la Nación, a la Comisión Nacional de Actividades Espaciales (CONAE), al Servicio Meteorológico Nacional, al Grupo de Investigaciones en Ecología de Humedales de la Universidad de Buenos Aires (GIEH); a la Dirección de Defensa Civil de la Provincia de Entre Ríos, a la Secretaría de la Producción de la Provincia de Entre Ríos, a la Secretaría de Medio Ambiente de la Provincia de Entre Ríos, a la Secretaría de Salud de la Provincia de Entre Ríos, a la Secretaría de Medio Ambiente de la Provincia de Santa Fe,
Subsecretaria de Salud de la Provincia de Santa Fe,
Dirección General de Defensa Civil de la provincia de Buenos Aires, 
Subsecretaria de Asuntos Agrarios de la provincia de Buenos Aires, 
Organismo Provincial para el Desarrollo Sostenible de la Provincia de Buenos Aires (OPDS), 
Ministerio de Salud de la Provincia de Buenos Aires,
Subsecretaria de Atención Integrada de Salud de la Ciudad Autónoma de Buenos Aires.

### Resultados de la investigación
Al mes septiembre del año 2008 los incendios no habían cesado aún. De un nuevo relevamiento efectuado por la Defensoría a partir de información satelital que se obtiene del Sistema de Información de Fuego de la Universidad de Maryland, Estados Unidos (FIRMS), resulta que en la semana del 15 al 21 de septiembre se registraron en todo el delta del río Paraná (entre Diamante, Entre Ríos, hasta la desembocadura del Río de la Plata) 160 incendios; mientras que en la semana del 22 al 29 de septiembre el número de incendios era de 179.
Al respecto, el Intendente de San Pedro envía un informe indicando que el actual panorama no difiere de los momentos críticos que ocurrieron entre abril y junio. También denuncia que "no hay intención de controlar los incendios y, mucho menos, de detener el severo deterioro ecológico que, a esta altura, resulta irreparable."
De lo anterior se desprende que la acción gubernamental para atender el problema es insuficiente. 
A continuación se detallan los motivos y sus consecuencias:
- No existe una mirada integral sobre el Delta. El Delta del Paraná es un área interjurisdiccional que involucra a las provincias de Santa Fe, Entre Ríos y Buenos Aires por lo que cualquier programa de sustentabilidad o protección que pretenda efectividad, debería contar con el compromiso de tres provincias y la Nación. 	 Consultados por esta Defensoría los distintos niveles de gobierno nacional y provincial sobre los programas o políticas de conservación y uso sustentable establecidos para la región, se puso en evidencia que la Argentina no contaba ni tenía prevista una política nacional que, mediante la articulación con los gobiernos provinciales, garantice la conservación y uso sustentable de su humedal más importante:

- De la respuesta de la Secretaría de Ambiente y Desarrollo Sustentable de la Nación (SAyDS) surge que no tenía ningún plan para la región del Delta ni lo tenía contemplado en su agenda de gestión.
- Consultada la Secretaria de Medio Ambiente de la Provincia de Entre Ríos indica que el tema no es su competencia y lo deriva a la Secretaría de Producción Agrícola.
- Por su parte, la Subsecretaria de Producción Agrícola, Recursos Naturales y Desarrollo Rural de Entre Ríos no responde a la consulta.
- El Organismo Provincial Para el Desarrollo Sostenible de la Provincia de Buenos Aires (OPDS) indica que si bien es la autoridad de aplicación de las normas ambientales en la porción bonaerense del Delta, no existe a la fecha un programa específico para todo el Delta Paranaense.

En toda la zona abundan los emprendimientos forestales, ganaderos, agrícolas, la apicultura, la pesca comercial y de subsistencia, el turismo y los barrios cerrados. Pero hasta el presente no existe un ordenamiento ambiental del Delta ni un plan estratégico para la toda zona, lo que se traduce en que cada provincia impulsa y aprueba -sin consultar con las demás- distintos emprendimientos cuyos impactos se acumulan sin la debida evaluación:
- En Buenos Aires: avance de los emprendimientos inmobiliarios sobre zonas naturalmente bajas e inundables mediante rellenos, endicamientos y construcción de terraplenes (Nordelta, Colony Park, etc.), lo cual impide el normal desarrollo de la dinámica del humedal.
- En Entre Ríos:
- se autorizó y promovió la ganadería en islas fiscales de la provincia (ley N.º 9603). Esto derivó en el otorgamiento de 111.000 hectáreas a productores ganaderos.
- Consultada la Secretaria de Medio Ambiente de la Provincia de Entre Ríos respecto de si había realizado estudios de impacto ambiental previo a impulsar la ganadería en las islas, responde que no son competentes y que la consulta fue derivada mediante expediente único 897.155 a la Subsecretaría de Producción Agrícola,
- Por su parte, la Subsecretaria de Producción Agrícola, Recursos Naturales y Desarrollo Rural de Entre Ríos responde a la consulta, de lo que se deduce, por otros informantes, que no se realizó la respectiva EIA previo a autorizar el cambio masivo de uso del suelo.
- Como consecuencia directa de estas medidas, el INTA señala que desde entonces las cabezas de ganado ascendieron de 60.000 a 1.000.000 (entre 3 y 5 veces más de lo recomendable para la zona), y se incrementaron las quemas de vegetación para favorecer el rebrote y alimentar los animales.
- Además, el gobierno se encuentra en tratativas para instalar una planta de biodiésel en tierras fiscales de la zona del Puerto de Ibicuy. Esto seguramente devendrá en un aumento de los cultivos de oleaginosas, ya de por sí muy extendidos, los cuales implican un cambio radical en el uso del suelo de la región mediante drenajes y canalizaciones.

En este escenario de desmanejo, es de esperar que los incendios de gran magnitud se repitan o incluso se incrementen en el futuro.
- Los incendios eran previsibles pero se actuó tarde. En este caso particular, tanto el INTA como la Secretaria de Ambiente y Desarrollo Sustentable de la Nación indicaron, después de ocurridos los incendios, que existían indicios que hacían prever el desarrollo de los mismos. Sin embargo, no hubo reacción oficial para prevenir y combatir esos focos hasta que el humo llegó a la ciudad de Buenos Aires, se produjeron los accidentes viales y el problema tomó estado público por la denuncia de esta Defensoría. Los organismos a cargo de las tareas de prevención y combate, según las leyes vigentes, son el Sistema Federal de Emergencias (SIFEM) y el Plan Nacional de Manejo del Fuego (PNMF): • el SIFEM no contesta cuál fue su actuación, lo cual sugiere un fracaso en el funcionamiento del Sistema para dar respuesta a una emergencia.  • la coordinación del PNMF indica que los referentes de las provincias de Entre Ríos y Santa Fe no solicitaron la ayuda de la Nación hasta el día 16 de abril, es decir, cuando el humo llevaba una semana en Buenos Aires y la situación ya era claramente crítica e irreversible. Sin embargo, considera que "ha sido respetado y cumplido el protocolo de intervención del PNMF que establece el esquema de organización ante estos eventos (según la resolución 856/01)", lo cual, evidentemente, no garantiza el éxito de las acciones.  Como resultado de esto, no sólo se encontraron (y se encuentran) comprometidos los recursos naturales y las actividades productivas, sino que en particular, el humo y las cenizas pusieron en grave riesgo la salud de los habitantes de las provincias de Buenos Aires, Santa Fe y Entre Ríos y de la Ciudad Autónoma de Buenos Aires, estimados en 15.000.000 de personas.

Surge de las respuestas de las autoridades sanitarias (Subsecretaria de Salud de la Provincia de santa Fe; Secretaria de Salud de Entre Ríos; Ministerio de Salud de la Provincia de Buenos Aires; y la Subsecretaria de Atención Integrada de Salud de la Ciudad Autónoma de Buenos Aires que los efectos en la salud de los incendios ocurridos incluyen: el aumento de enfermedades respiratorias, tos, irritación de los bronquios, irritación ocular, sensación de sequedad en boca y garganta, exacerbación de episodios de asma y aumento de la morbi-mortalidad especialmente en pacientes con enfermedades cardiopulmonares previas, siendo los niños, las mujeres embarazadas y los ancianos los grupos de mayor vulnerabilidad. Asimismo, aumenta el riesgo de transmisión de hantavirus y leptospirosis.
- El Delta del Paraná es una región estratégica para la Argentina. El Delta del Paraná es un vasto macromosaico de humedales que cubre aproximadamente 17.500 km² desde la ciudad de Diamante (Entre Ríos) hasta el Río de la Plata (Buenos Aires). Representa la mayor extensión de hábitat silvestre de características únicas y alta biodiversidad en el eje La Plata-Rosario, una de las zonas más densamente pobladas (15 millones de habitantes aproximadamente) y con mayor dinamismo productivo del país. Es una región considerada "en peligro" por la comunidad científica internacional y con alta prioridad de conservación a escala regional. Este ecosistema es estratégico para el país ya que alimenta los ciclos de reproducción y desarrollo de la mayor pesquería fluvial del país, es de importancia estratégica en la reserva y purificación de agua potable para los habitantes de Buenos Aires, Santa Fe y Entre Ríos; y cumple un rol clave en la amortiguación de inundaciones en las tres provincias.

### Recomendaciones del Defensor del Pueblo a las Autoridades
En vista de lo anterior, el 19 de septiembre de 2008, el Defensor del Pueblo de la Nación dictó la resolución N.º 149/08  Archivado el 27 de septiembre de 2008 en Wayback Machine. recomendando:
- A la Secretaria de Ambiente y Desarrollo Sustentable de la Nación que 
  - a) Promueva la creación de un área protegida interjurisdiccional, que abarque la totalidad del Delta del Paraná, sus islas y cuerpos de agua, con su respectivo Plan de Manejo que defina las actividades permitidas en cada área y la forma en que pueden realizarse;
  - b) Impulse la aprobación legislativa por el Congreso de la Nación y las Legislaturas Provinciales de las decisiones que correspondan para garantizar lo anterior.
  - c) Adecúe el funcionamiento del Plan Nacional de Manejo del Fuego para garantizar su efectividad en la prevención y lucha contra los incendios.

- Al Ministerio del Interior que ponga en marcha un sistema de prevención y acción frente a emergencias y catástrofes nacionales, incorporando un mecanismo activo de alerta temprana.

- A los Gobernadores de las Provincias de Buenos Aires y Entre Ríos que evalúen la posibilidad de suspender la autorización de nuevos emprendimientos o cambios en el uso del suelo, hasta tanto no se apruebe y aplique el Plan de Manejo antes mencionado.

## Galería de imágenes

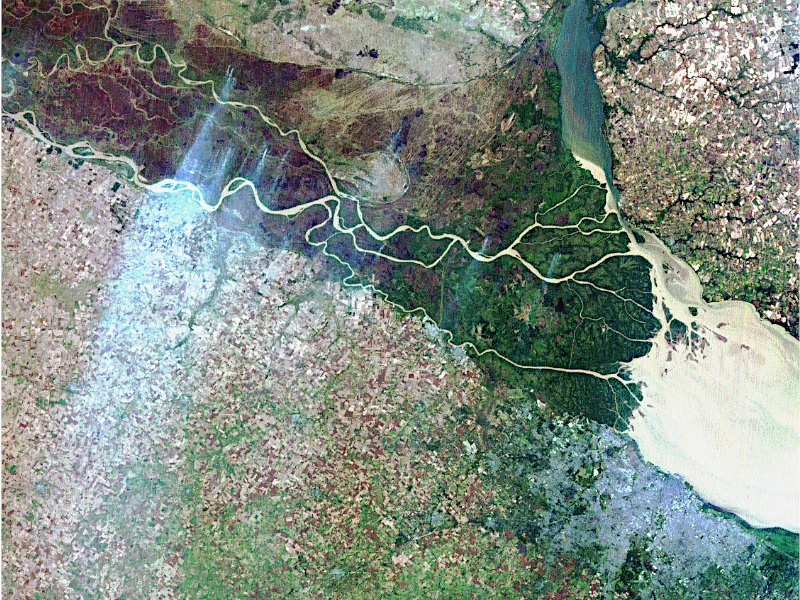
Incendios vistos por el satélite SAC-C
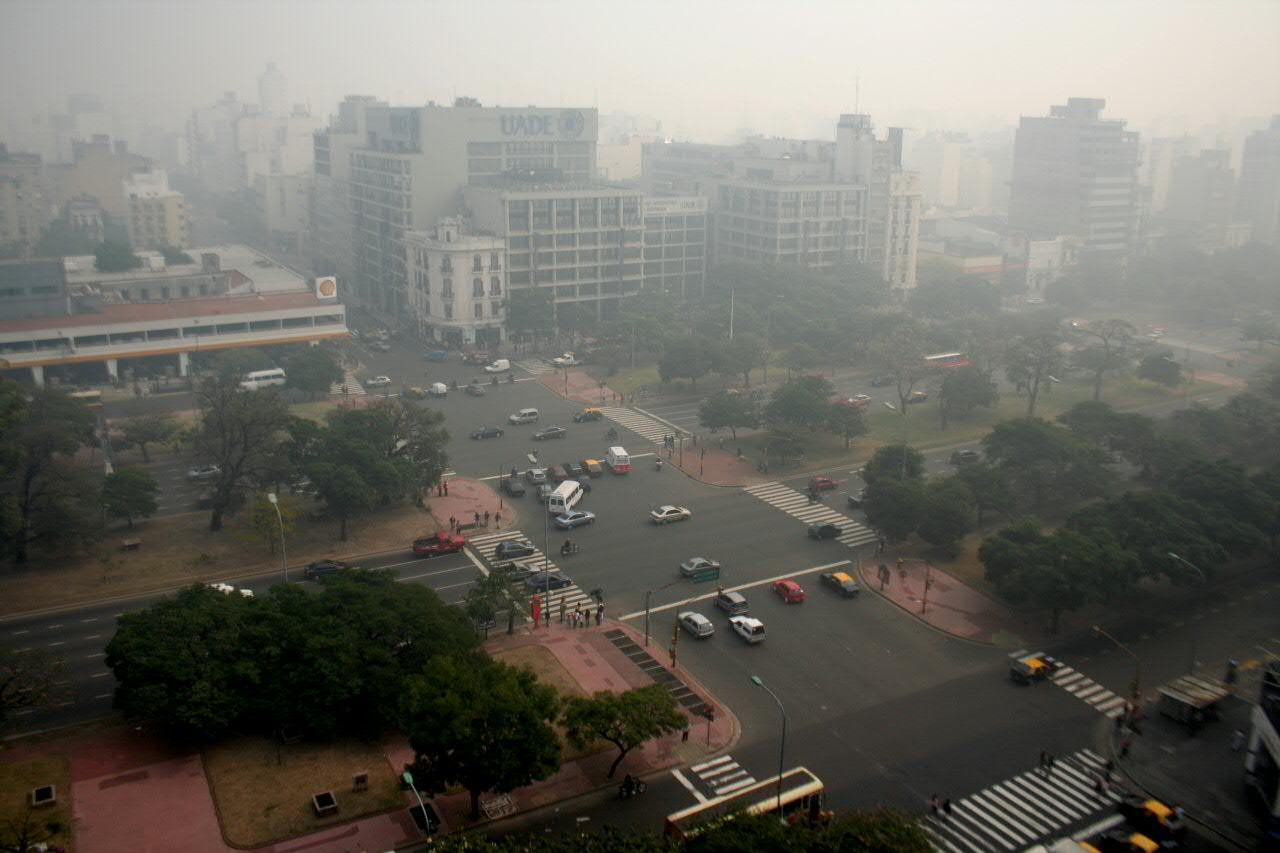
Cruce de Avenida Independencia y Avenida 9 de Julio bajo humo
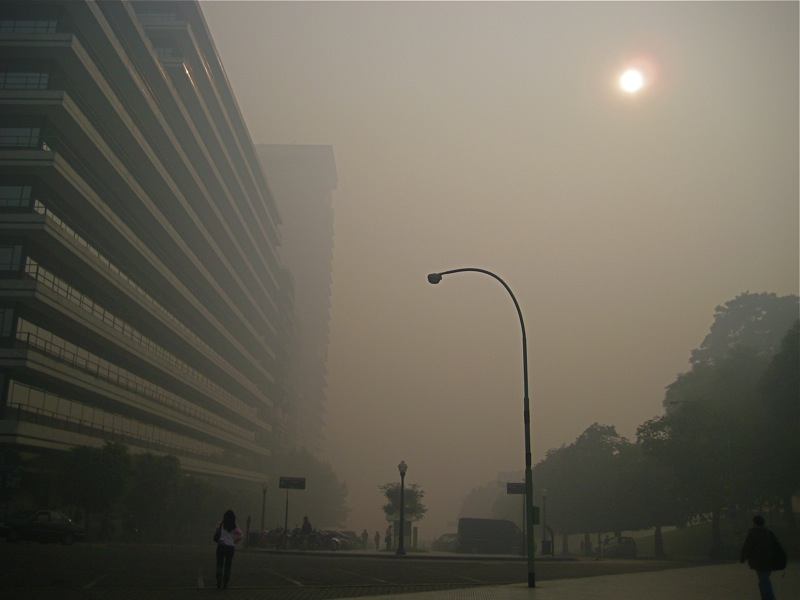
Humo en Plaza San Martín, Retiro
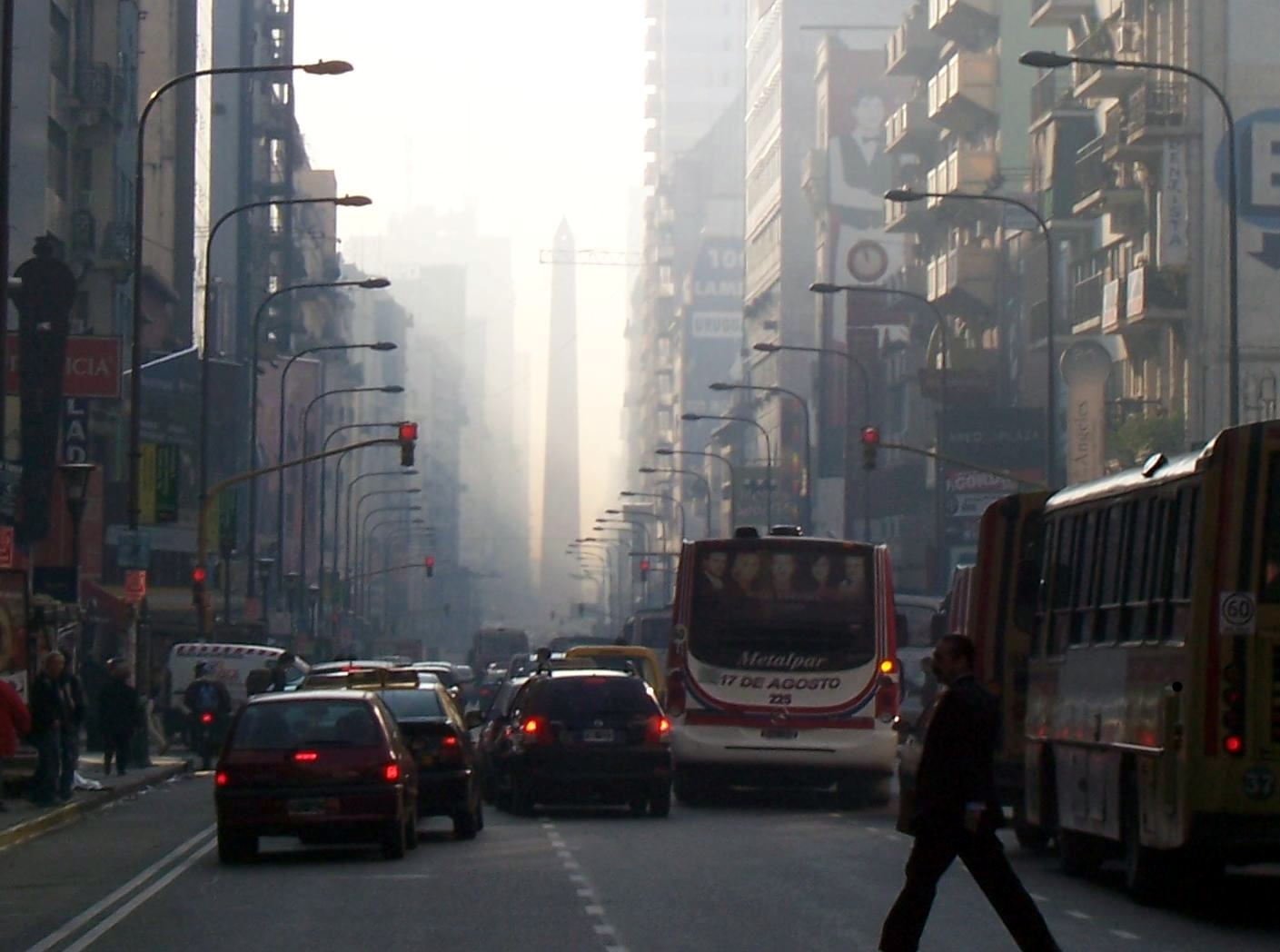
Avenida Corrientes y el Obelisco bajo el humo
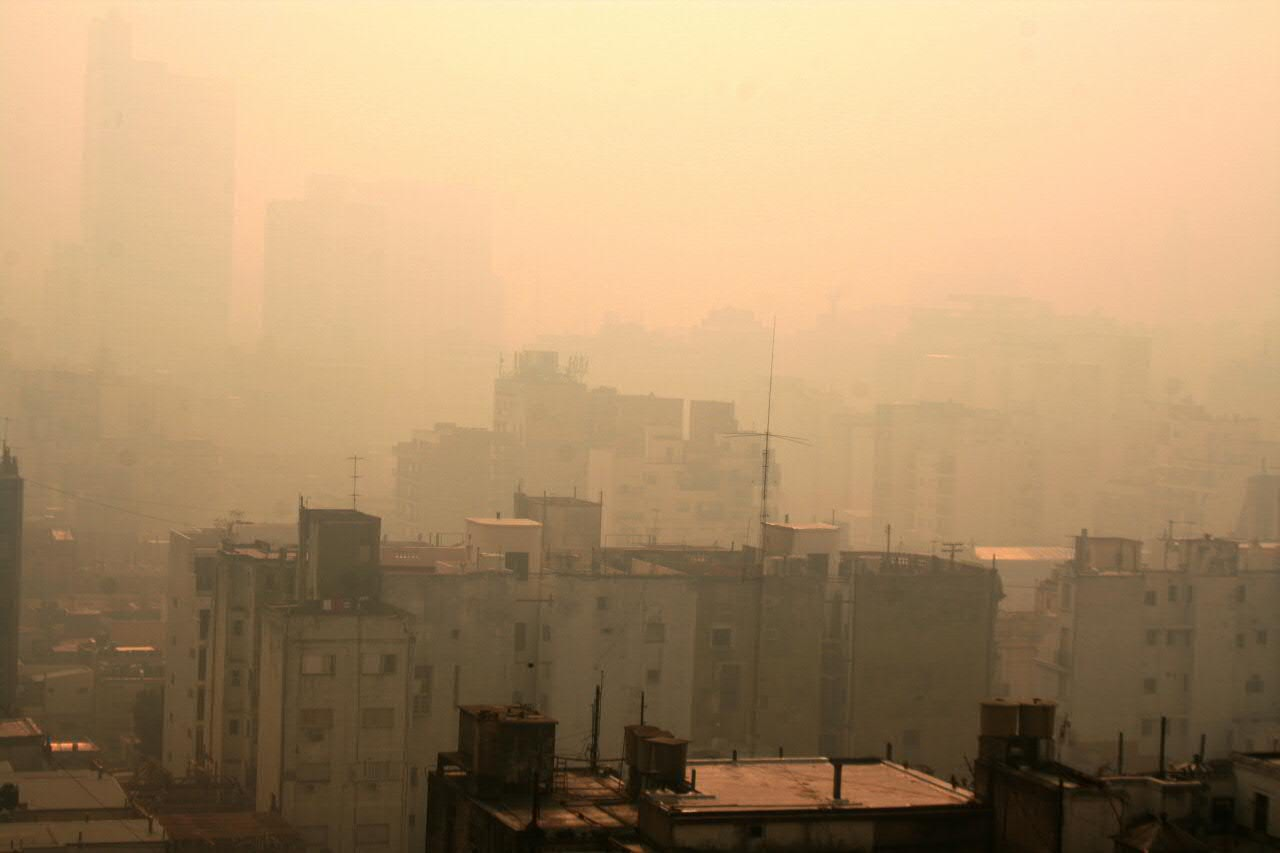
Visibilidad reducida